# مشفي المطيري
مشفي المطيري (ولد في 19 يوليو 1973 في مدينة الكويت) هو لاعب رماية كويتي. فاز بالميدالية البرونزية في رماية الأطباق المزدوجة في دورة الألعاب الآسيوية عام 1998 في بانكوك، تايلاند، وكان ضمن فريق المنتخب الكويتي في نسختين من الألعاب الأولمبية (2000 و2004). المطيري عضو في نادي مدينة الكويت للرماية، حيث يتدرب بدوام كامل تحت إشراف المدرب الإيطالي والمنافس في الألعاب الأولمبية الصيفية 1996 ميركو سينشي.
كان الظهور الأول للمطيري في الألعاب الأولمبية في الألعاب الأولمبية الصيفية 2000 في سيدني، حيث أطلق 134 من أصل 150 ضربة ليفرض التعادل في المركز العاشر مع الفنلندي رايمو كاوبيلا في الرماية المزدوجة على الأطباق للرجال (دبل تراب)، على بعد 5 أطباق فقط من التصفيات النهائية.
في الألعاب الأولمبية الصيفية 2004 في أثينا، تأهل المطيري للمرة الثانية ضمن الفريق الكويتي في الرماية المزدوجة على الأطباق، بعد تحقيقه الحد الأدنى من النقاط المؤهلة وهو 137 نقطة من حصوله على المركز الثاني في بطولة آسيا في كوالالمبور، ماليزيا. وسجل المطيري 131 نقطة من أصل 150 هدفاً ليحتل المركز الثاني عشر من بين 25 رامياً في مرحلة التصفيات، ليفشل في التقدم إلى الجولة النهائية.